# Battaglia di Villa Doria
La battaglia di Villa Doria è stato uno scontro armato parte della seconda guerra mondiale svoltosi la mattina del 9 settembre 1943 tra un contingente di paracadutisti tedeschi ed un distaccamento di fanteria italiano nel parco pubblico di Villa Doria ad Albano Laziale, in provincia di Roma nell'area dei Castelli Romani, nell'ambito delle operazioni che portarono all'occupazione tedesca di Roma.

## I precedenti: lo schieramento italiano a difesa di Roma prima dell'8 settembre
Ai Castelli Romani era stata schierata la divisione di fanteria Piacenza, dislocata a partire dal luglio 1943 nell'Agro Romano tra le vie Ostiense ed Appia Nuova. La divisione all'inizio di agosto fu chiamata a coprire una vasta area, e perciò fu ripartita in sei distaccamenti collocati rispettivamente a Genzano di Roma (1°, comando di divisione), Malafede-Monte Migliore (2°, "Mazzotti"), Lanuvio-Cecchina (3°, "Tundo"), Velletri (4°, "Bovi"), Albano Laziale (5°, riserva mobile), Anagni (6°, riserva mobile). La divisione in totale assommava ad 8500 uomini dotati di 32 pezzi di artiglieria controcarri e contraerei, 36 pezzi di artiglieria divisionale e 26 di rinforzo. Il raggruppamento "Mazzotti" controllava 5 capisaldi, il "Tundo" 4 (Paglian Casale al chilometro 20 della via Ardeatina, la stazione di Pavona e la stazione di Cecchina sulla ferrovia Roma-Velletri e Monte Cagnoletto tra Genzano e Lanuvio), il "Bovi" altri 4. Altre postazioni erano schierate ad Albano presso il parco pubblico di villa Doria (comando di raggruppamento, artiglieria divisionale controcarri 47/32 e contraerei 20 mm) e e ad Ariccia in località Monte Gentile (obici 149/13).

## Il proclama Badoglio e la concitata notte dell'8 settembre
Dopo il proclama Badoglio dell'8 settembre, recante la notizia dell'armistizio di Cassibile, il comando della "Piacenza" verso le ore 20:00 ordinò "di rispondere con la forza a qualsiasi atto di forza", di vietare il transito di reparti o autocolonne di qualsiasi provenienza e di lasciar passare le autovetture o i militari singoli. Tra le 21:00 e le 22:30 il colonnello Giorgio Tundo, comandante del distaccamento "Tundo", visitò i capisaldi da lui dipendenti: solo verso le 23:00 iniziarono a farsi vivi i tedeschi, prima chiedendo educatamente la consegna dei capisaldi (come avvenuto a Paglian Casale) e poi, al rifiuto degli italiani, intervenendo militarmente. Verso le 23:45 il caposaldo di Paglian Casale venne circondato dai tedeschi, mentre veniva diffusa la notizia che l'aeroporto di Pratica di Mare a Pomezia era stato occupato dai tedeschi: perciò il colonnello Tundo inviò una compagnia di stanza presso la stazione di Pavona per circondare a loro volta i tedeschi a Paglian Casale, e fece rafforzare il caposaldo di Pavona con un'altra compagnia.
Le memorie dell'antifascista albanense Severino Spaccatrosi forniscono un'utile fonte di informazione su ciò che avveniva nel frattempo ad Albano. Il militante comunista Spaccatrosi, prima esule a Parigi e poi incarcerato nel 1934 a Milano per ben nove anni, fece il suo ritorno ad Albano solo nel pomeriggio dell'8 settembre. Subito dopo aver ascoltato il proclama Badoglio egli racconta che un compagno, Luigi Benedetti, giunse nel bar in cui lui si trovava portando con sé un pacco di volantini in lingua tedesca destinati ai soldati tedeschi acquartierati a Villa Doria, il cui contenuto invitava a non impugnare le armi contro i soldati italiani. Nel frattempo altri compagni stavano trattando con gli ufficiali della "Piacenza" per farsi consegnare alcune armi per iniziare le attività di resistenza al nazi-fascismo: e Spaccatrosi riferisce che trascorse tutta la notte a casa del compagno Angelo Monti attendendo novità.

## Lo scontro di Villa Doria

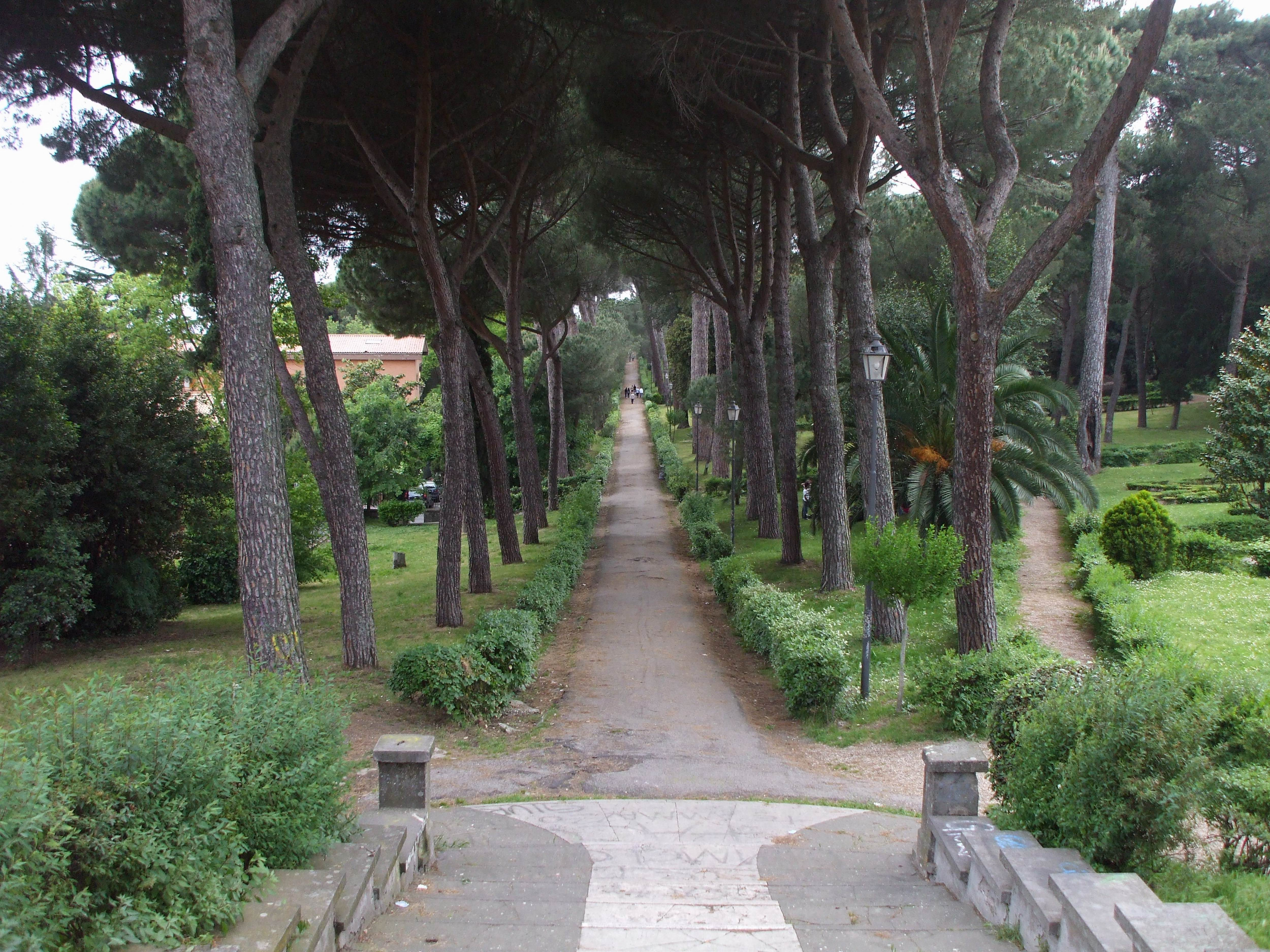
Il viale inferiore di Villa Doria (2008).

Nel frattempo solo all'1:00 del 9 settembre fu messa sotto controllo la compagnia tedesca già stanziata a Villa Doria ad Albano, e verso le 03:30 furono fermati due sotto-ufficiali della stessa compagnia, circostanza che sollevò le proteste del comandante della compagnia. Alle 06:05 Villa Doria fu attaccata da un distaccamento della 2ª divisione di paracadutisti guidato dal maggiore Harald-Otto Mors (che in seguito guidò la liberazione di Mussolini da Campo Imperatore): gli scontri durarono fino alle ore 08:00, terminando con la resa degli italiani.
Spaccatrosi continua le sue memorie affermando che verso le 05:00 fu svegliato da vicinissimi colpi di cannone ed armi da fuoco: sceso in strada assieme al compagno Angelo Monti scoprì che gli ufficiali della "Piacenza" erano stati colti nel sonno dai tedeschi, la caserma dei vigili del fuoco di via del Collegio Nazareno occupata senza difficoltà, un distaccamento di artiglieria acquartierato nell'oliveto Piervitale in località Casaletto volto in fuga, e gli scontri a Villa Doria in corso. Spaccatrosi asserisce che in supporto ai tedeschi contro gli italiani erano scesi a combattere anche alcuni fascisti albanensi come Leonardo Bellagamba, mentre con gli italiani combatterono anche alcuni comunisti del posto tra cui cita i nomi di Gioacchino De Cesaris, Achille Sbordoni e David Tiroferri.

## Avvenimenti successivi allo scontro

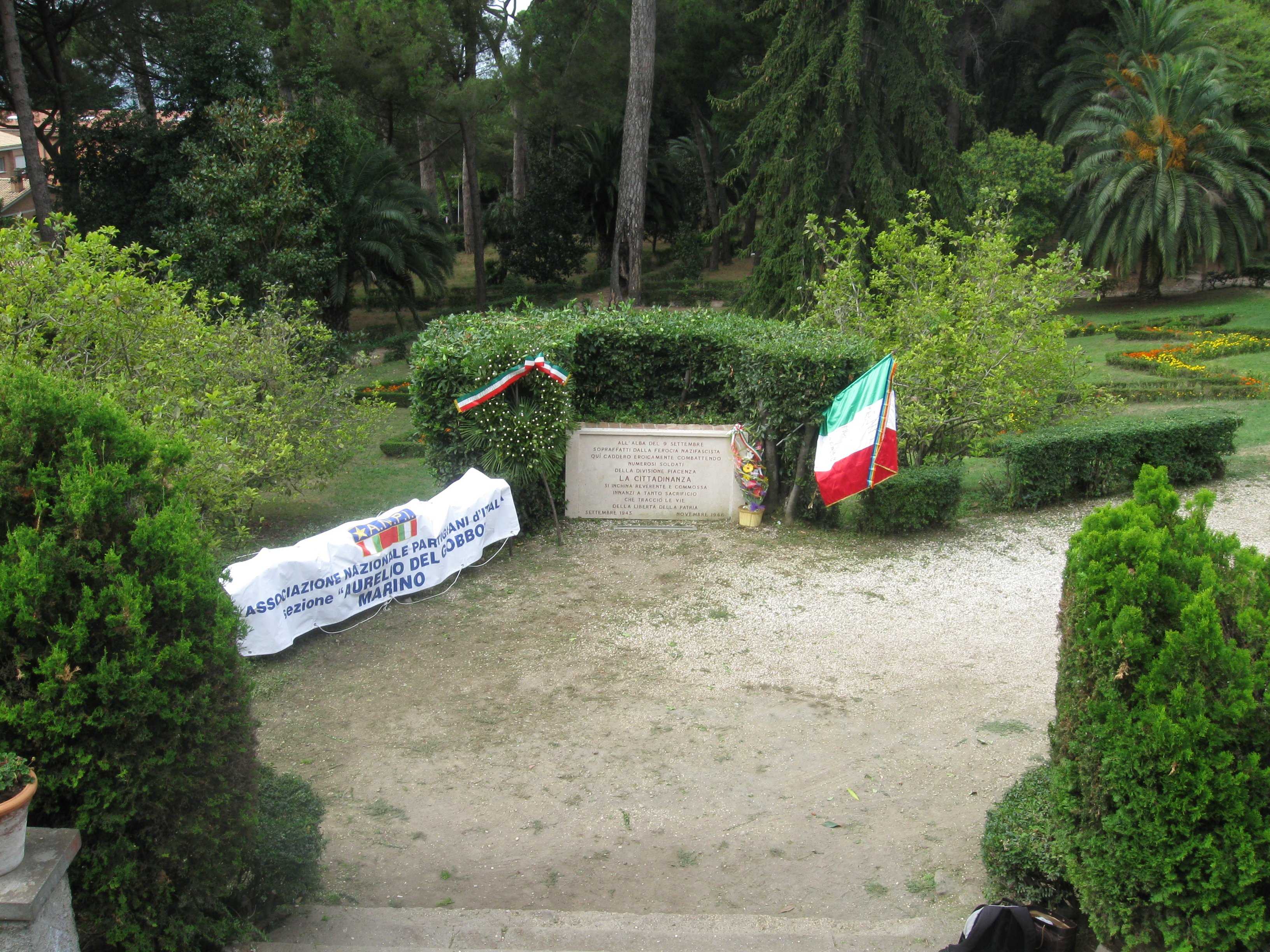
La lapide in memoria dei 27 caduti della "Piacenza" a Villa Doria durante un momento della commemorazione del 9 settembre 2009.

La "Piacenza" pagò lo scontro con 27 morti e 32 feriti gravi. I militari sopravvissuti furono tenuti prigionieri dai tedeschi fino al 20 settembre, quando furono forniti di foglio di legittimazione e messi in libertà. Il colonnello Tundo poté rientrare a Bolzano, suo luogo di origine, e si rifiutò di entrare al servizio della Repubblica Sociale Italiana.
Le memorie di Spaccatrosi a proposito della giornata del 9 settembre 1943 si concludono con la sua temporanea fuga all'interno del perimetro della Villa Pontificia di Castel Gandolfo, zona extra-territoriale dipendente dalla Città del Vaticano in forza dei Patti Lateranensi del 1929 e dunque rifugio sicuro per molti personaggi di ogni schieramento ma anche per migliaia di semplici civili. In seguito Spaccatrosi assieme ad altri compagni andò in cerca di armi per la resistenza esplorando i luoghi dove era stata appostata la "Piacenza", ed entrò anche in contatto con alcuni ufficiali allo sbando.

## La commemorazione dello scontro
I luoghi della battaglia sono stati notevolmente sconvolti dopo la distruzione della palazzina di Villa Doria nel bombardamento del 1º febbraio 1944 e la rimozione delle macerie ordinata nel 1951 per lasciare spazio all'attuale piazza Giuseppe Mazzini.
Nel novembre 1946 l'amministrazione comunale di Albano fece collocare una lapide all'interno del parco pubblico di Villa Doria, in memoria dei 27 militari caduti nella battaglia del 9 settembre: i militari furono invece sepolti presso il cimitero comunale di Albano. La lapide è stata oggetto di un atto vandalico nell'aprile 2008: di fronte allo sdegno dell'associanismo memore della resistenza e dell'amministrazione la lapide è stata ricollocata in occasione del 25 aprile 2008. La sezione locale dell'Associazione Nazionale Partigiani d'Italia "Marco Moscato", d'accordo con l'amministrazione, celebra annualmente la commemorazione del 9 settembre.